# Тейт, Уильям (футболист)
Уильям Тейт (англ. William Tait; 1863, Глазго — дата смерти неизвестна) — шотландский футболист, выступавший на позиции нападающего.

## Футбольная карьера
Уроженец Глазго, Тейт начал свою футбольную карьеру в местных клубах «Глазго Парксайд» и «Глазго Пилигримс». В 1885 году выступал за шотландский клуб «Терд Ланарк», а год спустя переехал в Англию, став игроком клуба «Ньютон Хит». В сезоне 1886/87 провёл за команду 10 матчей (все — товарищеские) и забил 2 гола. В сезоне 1887/88 провёл 22 матча, забив 15 голов. 3 марта 1888 года сыграл свой последний матч против клуба «Блэкберн Олимпик», после чего перешёл в клуб «Бернли». «Бернли» стал одним из клубов-основателей Футбольной лиги Англии. 8 сентября 1888 года Тейт дебютировал за «бордовых» в матче первого тура Футбольной лиги сезона 1888/89 против «Престон Норт Энд». «Бернли» проиграл ту встречу со счётом 2:5. Неделю спустя Тейт забил первый гол «Бернли» в Футбольной лиге на домашнем стадионе в игре против «Болтон Уондерерс», а затем стал первым игроком, оформившим «хет-трик» в Футбольной лиге; «бордовые» одержали победу со счётом 4:3. По окончании матча Тейт сильно напился, из-за чего «Бернли» отстранил его от участия в следующей игре. После этого он провёл ещё три матча, забив два гола. 20 октября 1888 года он не явился на выездную игру против клуба «Сток». На следующей неделе местная газета сообщила, что Тейт «не является больше игроком „Бернли“».
В 1888 году Тейт вернулся в «Ньютон Хит». 20 октября 1888 года Тейт дебютировал за команду в Комбинации в матче против клуба «Лик». Всего в сезоне 1888/89 он провёл 10 матчей в Комбинации, забив 4 гола. Также он сыграл все четыре матча «Ньютон Хит» в рамках Кубка Манчестера и окрестностей, в котором команда одержала победу. В сезоне 1889/90 провёл 5 матчей в Футбольном альянсе и 1 матч в Большом кубке Ланкашира. Однако уже в ноябре 1889 года он покинул «Ньютон Хит», перейдя в клуб «Уэст Манчестер». К февралю 1890 года Тейт стал игроком клуба «Ардуик», в составе которого сыграл против «Ньютон Хит».